# 라오스의 종교
라오스의 종교 (2015년 퓨 연구센터)

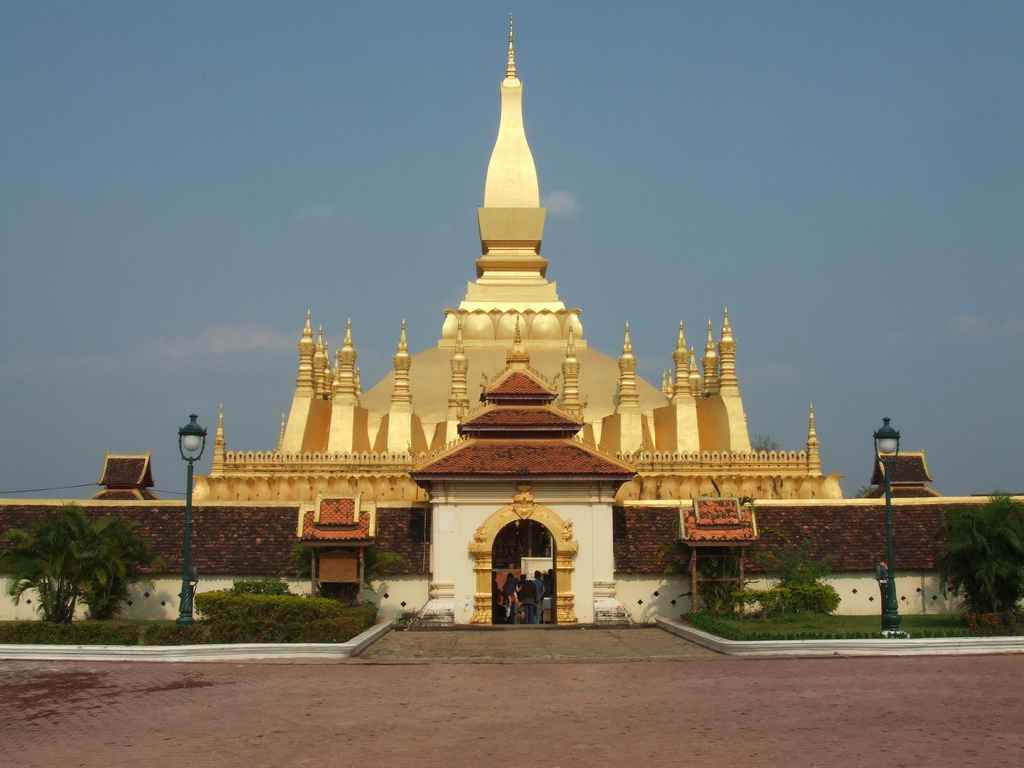
라오스의 국장인 스투파인 파탓루앙 (황금 스투파).

상좌부 불교가 라오스 내 가장 크고 우세적인 종교이다. 상좌부 불교는 라오스의 문화적 정체성의 중심에 위치해 있으며, 라오스의 국장에는 파탓루앙의 스투파가 있기도 하는데, 이 스투파는 붓다의 성물을 보호하기 위해 지어진, 닫힌 연꽃 모양이 지붕에 올라간 피라미드 모양 기단을 갖춘 탑이다. 인구의 약 66%가 상좌부 불교를 따르고 있다. 거의 모든 민족 또는 '저지대'의 라오스인 (Lao Lom)은 상좌부 불교 신자이며, 전체 인구의 50% 이상을 이루고 있다. 인구의 나머지는 최소한 48개 이상의 소수 민족 집단이다. 이 민족 집단의 대다수는 타이 민속 종교를 따르며, 집단마다 아주 다양한 신앙을 갖고 있다.
타이 민속 종교는 타이담족, 타이댕족뿐만 아니라 몬크메르어족 및 티베트버마어파 구사 집단 등의 북부 민족 집단에서 우세 종교이다. 심지어 저지대 라오스인들의 불교 이전의 'phi'라고 하는 종교적 신앙들이 상좌부 불교 풍습으로 흡수되었다. 가톨릭 교도 및 개신교도 등도 인구의 1%와 2% 사이를 차지한다. 그 외 소수 종교 집단에는 바하이교, 이슬람교, 소승불교, 유교 등이 있다. 라오스 시민 중 아주 극소수는 무신론자 및 불가지론자이다.
라오스 정부가 외국인들의 개종 활동을 금지하고 있으나, 사업 및 비정부 기구등과 관련된 일부 상주 외국인들은 종교 활동에 상당히 개입되어 있다. 라오스 국가 개발 전선이 라오스의 종교 문제를 맡고 있고 라오스 내 모든 종교 단체들은 해당 기구에 등록을 해야만 한다.

## 역사

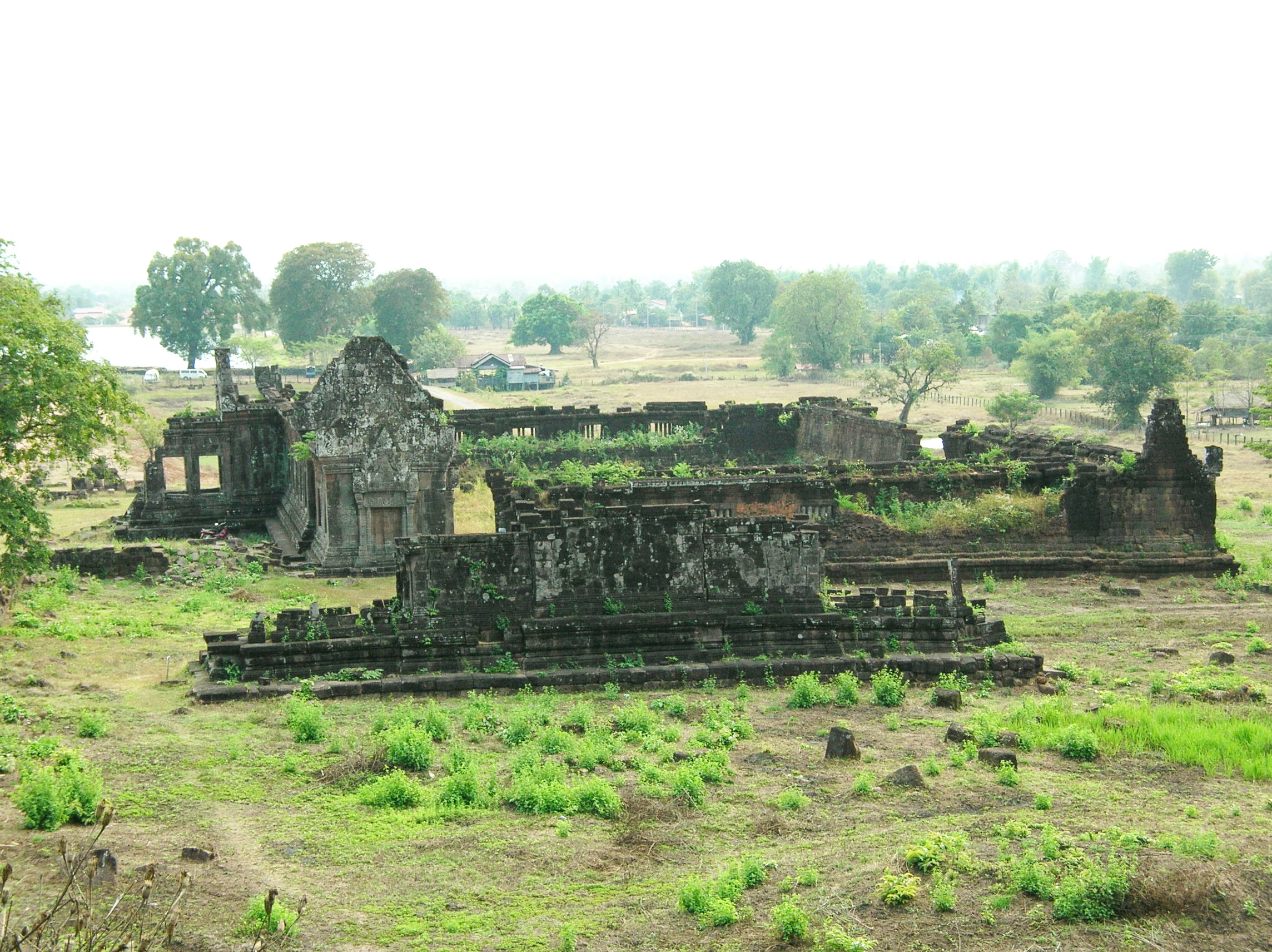
라오스 남부에 위치한 크메르 시대의 신전 유적지인 왓푸 사원. 본래 힌두교의 신 시바를 숭배하기 위한 장소였으나 불교 사원으로 전환됐다.

불교는 8세기를 시작으로 몽족 출신의 불교 승려들이 라오스에 들여왔으며 14세기경에 널리 퍼졌다. 다수의 라오스 왕들은 불교의 중요한 후원자들이었다.
1950년대 말을 시작으로, 파테트라오는 민중들의 사상과 태도에 영향을 미치는 승가의 지위를 사용하기 위해 승려들을 좌익으로 만들려고 했다. 라오스 왕실 정부가 승가를 민간 행정 통제 하에 두고, 승려들을 개발 및 난민 지원 프로그램에 참여시키려는 노력에도 불구하고, 이 노력은 많은 방식에서 성공을 거뒀다. 정치 과학자 마틴 스튜어트폭스는 파테트라오의 성공이 라오스인 엘리트 계층의 왕실, 행정부, 승가 등을 지원 기관으로 통합시키는 데 있어 무능력함에 의한 것으로 보았다. 귀족들에 대한 대중들의 분노, 승가들이 두 개의 적대적 분파로 분열되어 있다는 점, 종교 교육 및 그 규율의 수준이 낮은 점, 외부 세력 (서구)에 대한 반감 등 다수의 승려들이 파테트라오의 접근에 호응하도록 영향을 주었다. 양 측의 승가에 대한 정치는 많은 이들의 눈에 승가의 지위를 떨어트렸지만, 마을 수준에서 영향력은 파테트라오의 정치적 발판을 위한 대중들의 지지를 증가시켜, 1975년 정부 변화에 대한 길을 마련하였다.
또한 권위를 강화하려는 라오스 인민 민주 공화국 정부의 성공적인 활동은 불교에 대한 영향력을 계속 미쳤다. 모든 수준의 정치 세미나에서, 라오스 정부는 마르크스주의와 불교 모두가 평등하다고 말하고, 둘 모두 고통을 끝내는 것을 목표로 하기에근본적으로 양립할 수 있는 것이라 교육하였다. 정치적 세미나가 모든 종류의 종교 활동에 대한 '낭비적인' 지출을 줄이라 강조하였으며, 일부 승려들이 정치 재교육 센터로 보내졌고 어떤 승려는 설교가 금지되었기 때문이었다.
승려들의 사유재산 포기는 장차 공산주의 사회의 이상에 대한 접근으로 보여졌다. 그렇지만, 분리와 비물질주의에 대한 불교적 원칙들은 마르크스 교리에 따른 경제 개발과 있어서는 분명하게 맞지 않았고, 공덕을 위한 종교적 기부라는 대중들의 지출은 역시도 국가의 재원을 낭비하는 것으로 보여졌다. 이에 따라, 불교에 대한 관용을 노골적으로 펼치면서도, 정부는 승려들에게 당의 선전을 강요하고 지역 승려들이 전통적으로 참여해 오던 대부분의 마을 결정과 활동에서 배제함으로써 승가의 권위와 도덕적 입지를 약화시켰다.
이 정치적 강화가 이뤄지던 기간에, 많은 승려들이 승가를 떠나거나 태국으로 망명을 갔다. 그 외의 친파테트라오 승려들은 과거의 종교 계층을 대체한, 새롭게 만들어진 라오스 불교 연합에 참여하였다. 서임을 받은 사내와 소년의 수는 갑작스럽게 떨어졌고, 많은 와트가 비게 되었다. 주간 그리고 월간 종교 의식의 참여 역시도 떨어졌는데 지역의 정치 간부들의 감시 하에 있던 마을 주민들은 특별히 권장되지 않는 행동을 두려워했다.
라오스의 불교 쇠퇴는 1979년경에 일어났는데, 이때부터 전략적 자유화 정책이 시행되었다. 이 시기 이래로, 승려들의 수가 점차 증가하였으며, 그럼에도 1993년 기준으로, 비엔티안 및 그 외 메콩강 유역 도시들에 집중되었다. 이 도시들의 불교 학교는 유지되었지만, 커리큘럼에 있어서 상당한 정치적 요소를 포함하게 되었다. 당의 관료들은 불교 행사에 참여하는 것이 허용되고 심지어는 가까운 친척이 사망할 경우 승려로서 공덕을 얻기 위해 승려로 서품을 받기도 했다. 하지만 승가의 종교적 이해 및 정통성 수준이 1975년 이전 달라지지 않아, 당시 많은 사람들로부터 뒤떨어지고 계율을 지키지 않는다고 비판받았다.
1980년대 말부터, 정치 완화만큼이나 경제 개혁에도 많은 자극을 받아, 와트에 대한 기부와 불교 축제들에 대한 참여가 급격하게 증가하기 시작했다. 마을 및 교외 지역 수준의 축제들도 한층 화려해졌고, 1986년까지 3일로 제한 되었던 탓루앙 축제 및 장터도 일주일간 열렸다. 마을 수준에서 서품 역시 증가하였으며 승려들이 중심이었던 가정 축원 역시도 다시 열렸다.

## 종교

### 불교

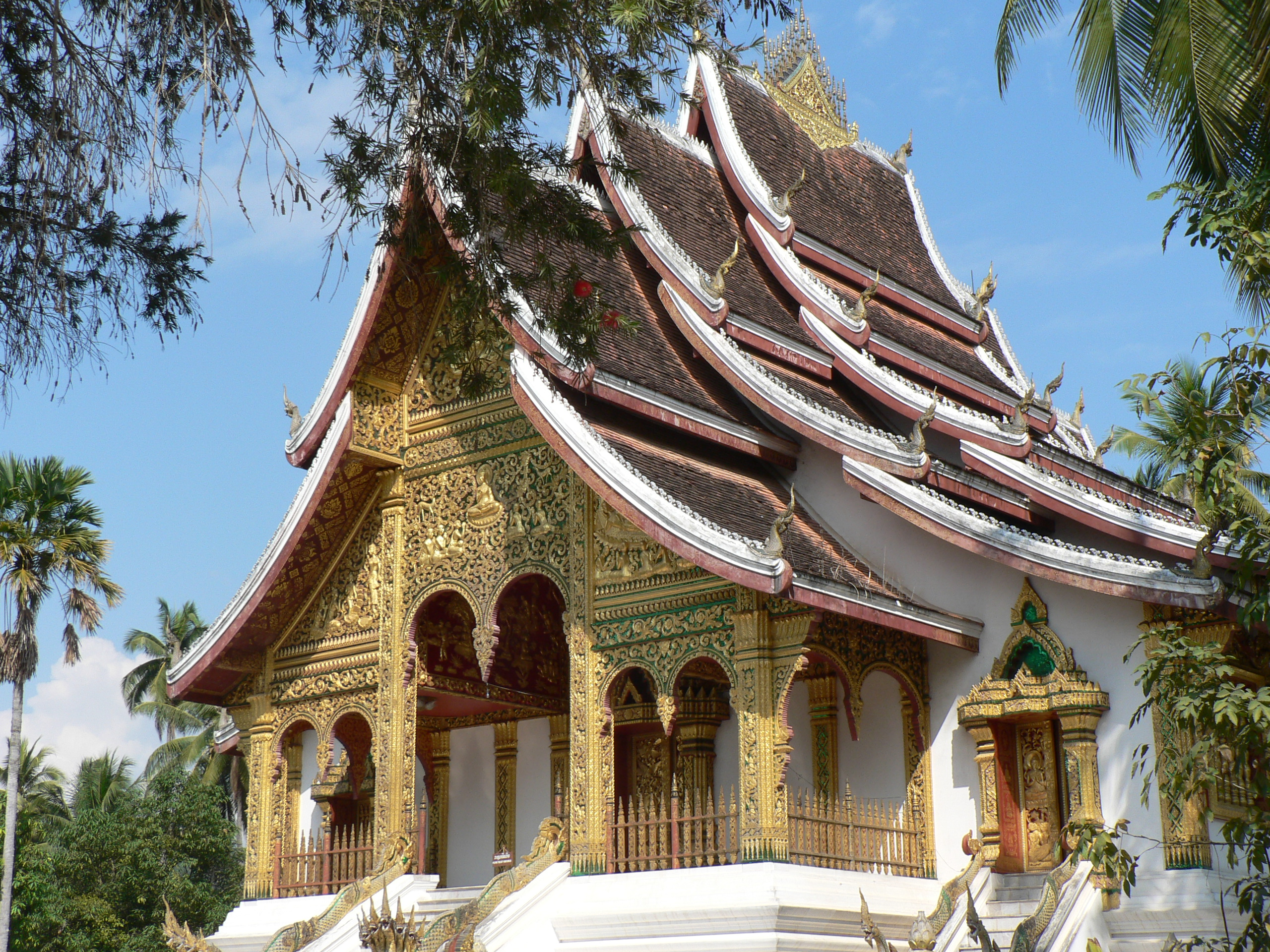
루앙프라방의 왕궁에 위치한 불교 사원.

상좌부 불교는 라오스에서 가장 우세 중교이며, 거의 오천 개에 달하는 사원들은 종교 숭배의 구심점뿐만 아니라 교외 지역의 공동체 중심점 역할까지 하고 있다. 라오스의 가장 저지대에 있는 마을들에서는, 종교 풍습이 강하게 남아 있다. 대부분의 불교도들은 생애 일부를 사원에서 사미로 보내며, 단 며칠 동안만이라도 이 풍습에 동참한다.
이 나라에서는 대략 22,000명의 승려가 존재하며, 이 중에 거의 9,000명 가까이는 사원에서 수년간 수련한 고승 자격을 갖추고 있다. 그 외에도, 대략 450여 명의 비구니들이 존재하는데, 이들은 보통 배우자가 없는 노년 여성들이며 나라 전역의 사원들에서 거주한다. 라오스의 불교 교단은 비엔티안에 위치해 있고 교단의 본부인 '호 탐마사팟'(Ho Thammasaphat)의 활동을 주관하는 승왕의 감독 하에 있다.
라오스 불교는 상좌부 불교에 속한다. 상좌 불교는 또한 인접한 미얀마, 태국, 캄보디아 등에서도 우세한 종파이다.
라오스 양식의 스투파인 탓루앙는 라오스에서 가장 신성시 되는 불교 기념물로 11월 국경일 행사가 열리는 장소이다.
저지 라오스인에게 있어, 왓은 교외 지역의 초점 두 가지 중 하나이다 (나머지 하나는 학교). 왓은 마을 정체성의 상징뿐만 아니라 행사 및 축제의 장소를 제공한다. 세속적 학교가 설립되기 이전에는, 마을의 소년들은 왓의 승려들에게 기초 교육을 받았다. 거의 모든 저지대의 마을에는 왓이 존재하고, 일부 마을은 두 개가 자리 잡고 있다. 최소한, 왓은 승려들과 비구 들을 위한 거처 (비하라), 불상을 모시고 있는 본당 등을 갖춰야 하며, 본당 건물은 기도 장소뿐만 아니라 마을의 세속적 만남을 위한 장소로도 쓰인다. 마을 주민들의 부와 기여에 의존하고 있는 건물들은 단순한 목제 및 대나무 건물에서부터 형형색색의 벽화 및 전설 상의 해룡인 나가의 곡선을 모방한 형태를 한 기와 등으로 장식된, 거대하고 화려하게 장식된 벽돌 및 콘크리트 건물 등 다양하다. 존경받은 연장자들로 구성된 행정 위원회가 왓의 재정 및 조직과 관련된 업무를 처리하고 있다.
불교 행사는 일반적으로 죽음을 제외하고는 일상에서 기념하지는 않는다. 장례식은 집안이 여유가 있다고 하면 꽤나 화려할 수 있지만 교외적 배경의 경우에는 보다 소박하게 진행된다. 시신은 며칠간 집안 내 관에 안치되며, 이 기간에 승려들은 기도를 하고, 이어지는 방문객들은 집안에 존중을 표하고 음식과 음료를 공유한다. 이 시기가 지나면, 시신은 관에서 꺼내져 장례가 벌어지는 곳으로 옮겨져 승려들이 다시 참여한 가운데 화장이 이뤄진다. 유해는 그러고 나면 왓이 위치한 곳의 작은 성소로 옮겨진다.
1975년 이후 공식적으로 마하 니카야 종파로 통합되었지만, 담마유니카 니카야 종파는 여전히 교세를 이어나가고 있다. 특히나 비엔티안 일부 사원들의 원장 및 승려들은 명상과 규율에 많은 중점을 두고 있는 담마유니카 종파로 알려져 있다.
비엔티안에는 대승 불교 사원 네 곳이 있고, 그 중 두 개는 베트남인들의 공동체 역할을, 그리고 나머지 두 개는 중국인 공동체 역할을 하고 있다. 베트남, 중국, 인도 등지의 승려들은 종교 활동을 위해 자유롭게 이 사원들을 방문한다. 그 외의 도심 중심지에 최소한 커다란 대승 불교 사원 네 곳이 있고 베트남 및 중국의 국경과 가까운 곳들에는 소규모 대승 불교 사원들이 존재한다.

### 타이 민속 종교
타이 민속 종교 (라오스어: ສາສນາຜີ sasna phi, "영혼들의 종교")는 라오스 인구의 30.7%
가 따르는 민족 종교들을 아우르는 용어이다. 이 종교는 범신론인 다신교이며, 샤먼 계층과 관련하고 있다.
이 종교의 범주에는 라오스인 및 그 외의 타이카다이인, 크무족, 몬크메르인의 전승뿐만 아니라, 몽몐인 (몽교, 야오족 도교), 티베트버마인, 그밖의 라오스의 민족 집단들의 종교들을 포함한다. 라오스인 중에, 저지 라오스인과 라오 롬 등은 대부분이 불교도이고, 고지 라오스인, 구릉지 라오스인등은 대부분이 민속 종교를 따른다.
저지 라오스인과 일부 고지 라오스인 등에게 있어 불교의 위상에도 불구하고, 애니미즘 신봉자들은 라오스인들 사이에 널리 퍼져 있다. 'phi' (영혼)에 대한 믿음은 많은 라오스인들의 자연 및 공동체 관계에 영향을 미치고 있고 질병 및 질환에 대한 설명에 제공하고 있다. 영혼에 대한 믿음은불교와 융합되어 있으며, 특히 마을 수준에서 두드러지는 가운데, 일부 승려들은 병자들이나 거주지에서 악령을 퇴치하는 능력으로 존경받기도 한다. 여러 왓이 사원 구석에 지어진 조그만 영혼의 집을 갖추고 있으며 선한 영혼의 성소인 phi khoun wat와 관련이 있다.
Phi는 어디에나 존재하고 다양하다. 일부는 땅, 하늘, 불, 물 같은 만물의 요소들과 관련성을 띠고 있다. 많은 저지 라오스인들 역시도 자신들이 '콴'(32개의 영혼)의 보호를 받고 있다고 믿는다. 질병은 이 콴 중의 일부가 몸을 떠날 때 일어난다고 믿으며, 이 상태는 '바키'(baci)라고 좀 더 잘 알려진, '소우콴'(soukhwan)이라고 하는 의식을 통해 되돌려 질 수 있으며, 이 의식은 영향을 의식 참가자들에게 건강, 번영, 그리고 안녕을 가져다주기 위해 32개의 모든 ‘콴’을 불러들이는 행위다. 그리고 이 의식 중에  콴들을 참가자들에게 붙들게 하기 위해 참가자들의 팔에 면사를 묶는다. 소우콴은 일반적으로 질병을 치료하거나 기운을 회복하기 위하여 손님들을 환영할 때, 장기간의 여행 전후에 열린다. 또한 이 의식은 저지 라오스인의 결혼식과 새로 태어난 아이들의 이름을 지어주는 행사 때도 중심 행사로 취급받는다.
여러 라오스인들은 사고, 폭력, 유년기 때 사용한 자들의 콴은 환생되지 못하여, 악령(phi phetu)이 된다고 믿는다. 애니미즘 신봉자들은 또한 숲의 야생 동물들의 영혼을 두려한다. 가정, 강 또는 숲 같은 특정 장소들과 관련된 그밖의 영혼들은 본질적으로 자비롭지도 악하지도 않다. 그럼에도, 제물을 바치는 행위는 이들의 호의와 사람의 일부에 있어 도움을 제공 받게 해준다. 과거엔, 쌀의 정령의 호의를 받기 위해 농사철 시작을 앞두고 유사한 의식을 벌이는 것이 흔하였다. 1960년대 말에 시작한 이 의식들은 라오스 공산 정부가 지역들을 해방시키는 가운데 탄압을 받게 되었다. 이 풍습은 1980년대 중반경부터 분명하게 사라졌고, 최소한 비엔티안 주변 지역들은 그랬다.
phi에서 비롯한 의식들은 일반적으로 닭고기와 쌀로 된 술을 바치는 것과 관련이 있다. phi가 제물의 영적 요소들을 취하기만 하면, 사람들은 지상의 남은 것을 취할 수 있었다. 정령의 총애를 얻길 바라는 가정의 가장 또는 개인은 보통 이 의식을 한다. 여러 마을에서, 정령에 대한 해박한 지식을 갖고 있다고 여겨지는 노년의 남성에게 결혼식이나 그 외 특별한 행사 또는 집안 제사를 위한 좋은 날을 택해달라는 요청을 한다. 저지대의 각 마을은  지속적인 번영을 약속 받기 위해 매년 공물을 요구하는 phi ban의 보호를 받고 있다고 믿는다. 마을의 정령 전문가들이 이 주요 행사를 주관하며, 과거에는 이 행사에 물소 희생 의식이 종종 포함되었고 여전히 이 날에는 외부인에게 마을을 봉쇄한다. To Hang phi ban (마을의 정령을 배부르게 하는 행위) 역시 마을의 경계 및 모든 마을 주민들의 공동의 이익을 재확임시켜줌으로써 중요한 사회적 기능을 한다.
대부분의 고지 라오스인과 구릉지 라오스인 집단은 정령 신앙자들로, 이들에게 있어 조상 숭배 풍습도 중요한데, 각 집단은 이색적인 풍습과 신앙을 갖고 있다. 크무족은 정령을 hrooy이라 칭하며, hrooy는 저지 라오스인의 phi와 유사하다. 정령의 집이 특히나 중요하며, 야생 정령들은 피하거나 마을에 출입이 금지되도록 하고 있다. 라메트족도 유사한 신앙을 갖고 있으며, 이들의 각 마을은 마을 정령들에게 행하는 모든 희생 의식을 치르는 정령술사(xemia)를 두어야만 한다. 정령술사는 또한 마을 주민들의 주택을 관리하고 새로운 주택 건설을 주관하기도 한다. 정령술사가 죽게 되면, 그의 아들들 중 하나가 마을의 기혼자들을 통해 후계자로 선출된다. 만일 아들이 없을 경우에는, 주술사의 아들 중 하나가 택해진다. 조상신 (mbrong n'a)은 라메트인들에게 아주 중요한데 조상신들이 집안 전체의 안녕을 보살피기 때문이다. 이들은 집에서 살며, 집안의 사람들에게 특별한 일이 없는 한 활동을 하지는 않는다. 조상신들은 물소를 좋아하기에 희생 의식에서 물소의 뼈나 뿔이 조상의 재단이나 집안 박공 아래에 걸려 있다. 집안 내 행동에 대한 여러 금기 사항들이 조상신들의 기분을 노하는 것을 피하기 위해 지켜지고 있다.
몽족 역시도 다양한 종류의 정령 (neeb)을 믿으며, 그 중 일부는 집안, 자연, 조상 등과 관련이 있다. 모든 집마다 최소한 벽면에 작은 재단을 두고 있으며, 이곳은 집안이나 집안 사람들과 관련된 어떠한 종류의 의례의 중심지이다. 몽족의 신년 행사에서 가정 및 조상신들의 보호를 강조한다. 문의 정령은 가정의 안녕에 있어 중요하고 해마다 열리는 다른 행사 및 희생 제의의 대상이다. 다른 라오스 민족들처럼, 질병은 정령들의 행위에서 기인한 것으로 자주 여겨지며, 정령 술사들은 치료를 위한 의식을 행하기 위해 불러진다. 일반적인 정령 술사들과 샤먼이라는 두 개 직업군이 존재하는데, 일반적 사제 또는 가정의 우두머리는 가정 내 의식 행위와 일반적인 점술을 주관한다. 샤먼은 특별한 치료 의식을 위해 불러진다.
몽족의 신앙에 따르면, 정령들은 하늘에 머물고, 샤먼은 마법의 말을 타고 하늘로 향하는 사다리를 오르고 내리며 정령들과 접촉한다. 때로는 질병은 하늘로 올라가려는 누군가의 영혼에 의해 발생하며, 샤먼은 치료를 하기 위해 이를 따라 잡아 본래의 육신에 되돌려야만 한다. 이 의식 동안, 샤먼은 제단 앞 나무 벤치에 양다리를 벌리고 앉는데, 이 벤치가 그의 말이 된다. 검은색 천으로 된 두건이 현 세상의 시야를 가리고, 샤먼이 주문을 외우며 트랜스 상태에 들어가면 몸을 떨기 시작하고, 벤치 위에 서거나 움직이며 하늘로 오르는 과정을 모방한다. 이 주문은 샤먼의 탐색을 실행시키고 치료나 가정의 안녕에 대한 정보를 위한 정령들과의 협상을 벌인다.
몽족의 샤먼은 보통 심각하거나 오랜 지병을 겪은 끝에 정령들에게 선택된 자들이라 여겨진다. 이 질병은 다른 샤먼들에게 처음에는 정령들에 의한 질병 및 죽음을 목도한 것이라 진단받는다. 남녀 가리지 않고 이 방식으로 정령들에게 샤먼이 되도록 골라진다. 이 질병에서 회복하고 나서, 새롭게 선택받은 샤먼은 선임 샤먼과 수업의 기간을 시작하는데 이는 2년에서 3년간 걸리며, 이 동안에 샤먼 의식의 주문, 기술, 방법을 익히고 뿐만 아니라 사람들에게 행운과 고통을 가져다는 모든 정령들의 이름과 속성을 배운다. 이 전통이 구전으로 전해지기에, 일치되는 방식이나 의식은 없고, 오히려 선임 샤먼에 따라 일반적인 체계 범위 내에서 다양성을 띤다.

### 기독교

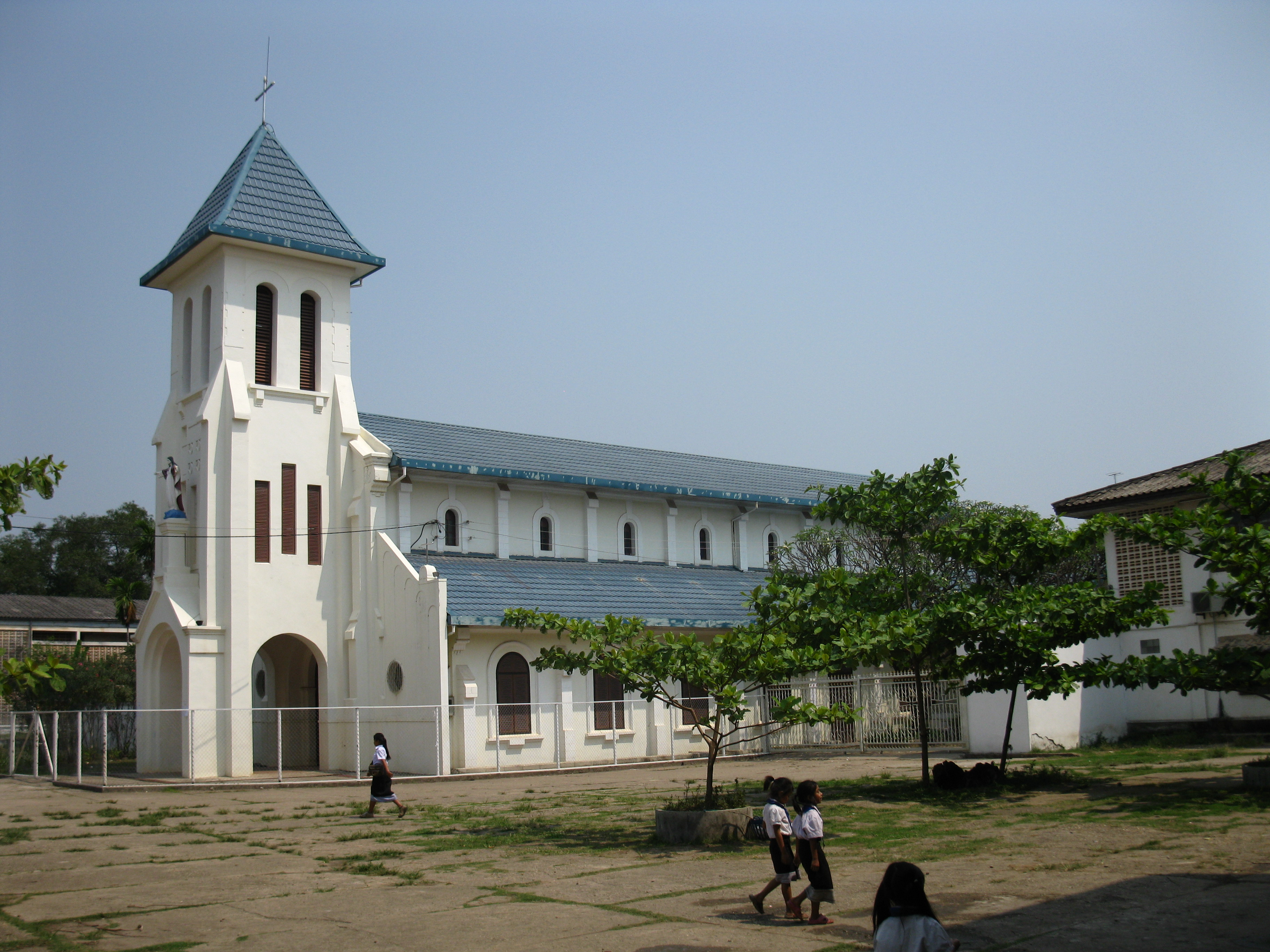
비엔티안의 사크 레쾨르 성당 (1928년 완공).

기독교는 라오스에서 소수 종교이다. 라오스에는 공인된 세 개 기독교 종파가 있으며 로마 가톨릭교회, 제칠일안식일예수재림교회, 라오스 복음교회 등이다.
대략 로마 가톨릭 신자 45,000명이 존재하며, 그 중 다수는 베트남계로, 라오스 중부와 남부 지역 내 메콩강을 따라 형성된 주요 도심과 근교 등에 모여 있다. 가톨릭은 인구가 가장 많은 중부와 남부에 자리를 잡고 있고, 공공연하게 종교 행위를 하는 것이 가능하다. 가톨릭의 활동은 북쪽에서 많이 억제되어 있다. 루앙프라방의 교회 자산이 1975년 이후로 압수되었고, 그 이후로 더 이상 루앙프라방에는 담당 사제가 존재하지 않는다. 타케크에 자리 잡은 비공식 로마 가톨릭 교육소는 가톨릭 공동체를 위한 소수의 사제를 준비하고 있다.
약 400개의 개신교 교구가 지난 몇 십년간 급속한 성장을 이루고 있는 개신교 공동체를 위해 국토 전역에서 작동하고 있다. 관계자는 개신교도의 수가 많으면 100,000명에 이른다고 통계냈다. 다수의 개신교도들은 몽크메르족이고, 특히 북쪽 지방에는 크무족 중부에는 브루족이다. 개신교들의 숫자 역시 몽족과 야오족 공동체 내에서도 빠르게 확장 중이다.
도심에서, 개신교는 저지대 라오스인들에게 매력을 끌고 있다. 대부분의 개신교인들은 비엔티안 지역에 모여 있으며, 전지역에 걸쳐 소규모 교구도 존재한다. LFNC는 라오스 복음교회와 제7안식일교회 등 두 개의 개신교 종파만을 인정하고 있고, 그 외의 비가톨릭 종파들에 대해서는 이 두 개 종파를 통해 운영하라고 요구하고 있다.
제칠일안식일교회의 신도는 1,000명이 조금 넘고, 비엔티안뿐만 아니라 보케오주, 볼리캄사이, 참파사크주, 루앙프라방, 시앙쿠앙주 등에도 교구를 두고 있다. 라오스에 신자가 있긴 하나 정부로부터 인정을 받지 못한 기독교 종파들에는 감리교회, 여호와의 증인, 이글레시아 니 그리스도, 하나님의 성회, 루터교회, 몰몬교, 침례교 등이 있다. 공식적인 신자 운영은 불가능하다.

### 그 외 종교
라오스에는 약 400명의 이슬람교 신자고 있고, 이들 중 다수는 동남아시아 및 캄보디아를 본토로 하는 외국인 영주권자들이다. 비엔티안에 운영 중인 모스크 두 곳이 있다.
바하이교는 대략 신자 8,000명과 사원 네 곳이 있으며 비엔티안에 두 곳, 비엔티안주에 한 곳, 사반나케트에 한 곳이 있다. 또한 소수의 바하이교 신자가 캄무안주와 팍세에 거주한다.
소수의 유교와 도교 신자가 대도시에서 신앙을 이어가고 있다.
라오스는 크메르 제국의 일부였던 시절이 있어 힌두교 사원이 일부 남아 있다.
국가신토가 일제 강점기 시절 도입되기도 했다.

## 인구
2015년 인구조상 따르면, 라오스인의 64.7 퍼센트가 불교도이고, 1.7 퍼센트가 기독교인, 31.4 퍼센트가 "종교가 없다"라고 답했으며 (이 분류는 다른 분류에 들어가지 않는 정령 신앙자들을 포함한다), 나머지 2.1 퍼센트는 그 외의 종교 및 질문에 답하지 않은 자들이다.

## 같이 보기
- 라오스의 불교
- 프라 방
- 탓 루앙 축제
- 라오스의 이슬람교
- 라오스의 바하이교

## 참고 문헌
- Savada, Andrea Matles, 편집. (1995). 《Laos: a country study》 3판. Washington, D.C.: Federal Research Division, Library of Congress. ISBN 0-8444-0832-8. OCLC 32394600.  이 문서는 퍼블릭 도메인 출처의 본문을 포함합니다.